# Lesley-Anne Downová
Lesley-Anne Downová (* 17. března 1954 Londýn, Anglie, Velká Británie) je britská filmová a televizní herečka, modelka a zpěvačka.

## Filmografie (výběr)
- Tak jde čas (1965)
- Růžový panter znovu zasahuje (1976)
- Velká vlaková loupež (1979)
- Zvoník od Matky Boží (1982)
- Poslední dny Pompejí (1984)
- Vítězný oblouk (1985)
- Sever a Jih (TVS 1985–1986)
- Dallas (1990)
- Báječní a bohatí (TVS 2003– )

## Ocenění
- britská cena pro „nejslibnějšího nastupujícího herce“ (1978)
- nominace na Zlatý glóbus pro „nejlepší herečku ve vedlejší seriálové nebo televizní roli“ (1986) za Sever a Jih
- cena Rose D'or pro „nejlepší herečku v soap-opeře“ (2005) za Báječní a bohatí, za který dostala ještě jednu cenu v roce 2006